# Combretum camporum
Combretum camporum är en tvåhjärtbladig växtart som beskrevs av Adolf Engler. Combretum camporum ingår i släktet Combretum och familjen Combretaceae. Inga underarter finns listade i Catalogue of Life.